# Vadim Borísovski
Vadim Vasílievich Borisóvski (en ruso: Вади́м Васи́льевич Борисо́вский; Moscú, 19 de enero de 1900 - Moscú, 2 de agosto de 1972) fue un violista ruso. 
Provenía de una familia muy rica. Su abuelo materno era Piotr Smirnov, fabricante de vodka y fundador de la empresa Smirnoff. Su padre, Vasili, por su parte, tenía una fábrica de tabaco. 
Borisóvski fue un brillante estudiante y ya de joven dominaba varios idiomas modernos y antiguos. Sentía vocación por la música, pero por presión materna empezó a estudiar Medicina (aunque, en secreto, recibía también clases de música). Ingresó en el Conservatorio de Moscú en 1917, donde estudió violín con Mijaíl Press. Un año después, por consejo del viola Vladímir Bakaléinikov, comenzó a estudiar este instrumento. Recibió clases de Bakaléinikov y se graduó en 1922. Borisóvski, a partir de 1927, fue profesor de viola en este mismo conservatorio moscovita en el que había estudiado.
A principios de la década de 1920, fundó, junto con otros colegas del Conservatorio de Moscú, el Cuarteto Beethoven, del que fue viola hasta 1964 y con el que realizó numerosos estrenos y grabaciones.
Borisóvski también tocaba la viola d'amore, instrumento para el que realizó numerosos arreglos de obras musicales.

## Arreglos y transcripciones musicales

### Viola d'amore
Para viola d'amore y piano, salvo que se indique otra cosa
| Compositor original                | Título                                                        | Fecha de publicación | Notas |
| ---------------------------------- | ------------------------------------------------------------- | -------------------- | --- |
| Anónimo                            | Madrigal Caro mio ben                                         | 1936                 | Erróneamente atribuido a Giuseppe Giordani                                                                                                |
| Louis de Caix d'Hervelois          | L'inconstant La gracieuse Menuet Gavotte                      | 1928                 | La transcripción data de 1926; las obras originales son para viola da gamba y bajo continuo; se alternan partes para violín y violonchelo |
| François Joseph Gossec             | Tambourin                                                     | 1934                 | |
| Franz Anton Hoffmeister            | Divertimento para viola d'amore, 2 trompas, 2 violines y bajo | 1934                 | Cornelis Kint realizó una versión para viola d'amore y piano.                                                                             |
| Alexander Krein                    | Prologue                                                      | 1962                 | |
| Friedrich Wilhelm Rust (1739–1796) | Aria con variazioni                                           | 1934                 | El original es para viola d'amore y bajo continuo; transcripción de Cornilius Kint                                                        |

### Viola
Para viola y piano, salvo que se indique otra cosa
| Compositor original                       | Título                                                                    | Fecha de publicación | Remarks |
| ----------------------------------------- | ------------------------------------------------------------------------- | -------------------- | --- |
| Aleksandr Aliábiev                        | Rondo                                                                     | 1973                 | |
| Anatol Nikoláyevich Aleksándrov           | Aria                                                                      | 1937                 | Procede de la Suite clásica, Op.32 (1928) para orquesta |
| Johann Sebastian Bach                     | Adagio                                                                    | 1960                 | Procede el Concierto para órgano n.º 3 |
| Johann Sebastian Bach                     | Estudio de pedal para viola sola                                          | 1939                 | Obra original para órgano |
| Wilhelm Friedemann Bach                   | Die Frühling (Весна)                                                      |                      | Obra original para teclado |
| Natalia Baklánova (1902–1985)             | Canción folclórica rusa                                                   | 1953                 | |
| Natalia Baklánova (1902–1985)             | Canción folclórica rusa                                                   | 1953                 | |
| Natalia Baklánova (1902–1985)             | Canción folclórica rusa: La rueca                                         | 1953                 | |
| Béla Bartók                               | Bagatelle, Op.6 n.º 2, Sz.38 (1908)                                       | 1975                 | Obra original para piano |
| Johannes Brahms                           | Vals en la mayor, Op.39 n.º 15 (1865)                                     | 1943                 | Obra original para piano a cuatro manos |
| Antonio Bartolomeo Bruni                  | Método de viola (Школа для Альта)                                         | 1946                 | |
| Piotr Petróvich Bulájov (1822–1885)       | Barcarolle para dos violas y piano                                        | 1950                 | |
| Piotr Petróvich Bulájov (1822–1885)       | Canzonetta                                                                | 1946                 | |
| Frédéric Chopin                           | Prélude para viola sola, Op.28 n.º 14                                     | 1939                 | Original para piano |
| Frédéric Chopin                           | Vals en la menor, Op. 34 n.º 2                                            | 1950                 | Original para piano |
| Alexander Dargomyzhsky                    | Elegía                                                                    | 1949                 | |
| Claude Debussy                            | En Bateau                                                                 |                      | Original para piano a cuatro manos; obra perteneciente a la Petite Suite (1886–1889) |
| Claude Debussy                            | Prelude                                                                   | 1961                 | Original para piano |
| Carl Ditters von Dittersdorf              | Sinfonía concertante en re mayor para viola, contrabajo y orquesta, K.127 | 1963                 | |
| Alexandre Dubuque                         | Tarantella                                                                | 1973                 | |
| Andrey Petrovich Esaulov (1800–c.1850)    | Vals melancólico                                                          | 1946                 | |
| Varvara Andrianovna Gaigerova (1903–1944) | Suite para viola y piano, Op.8                                            | 1969                 | |
| Iosif Genishta (1795–1853)                | Sonata para viola (o clarinete) y piano, Op.9                             | 1961                 | |
| Tommaso Giordani                          | Madrigal                                                                  | 1936                 | Transcripción de la canción Caro mio ben |
| Alexander Glazunov                        | Chant du Ménestrel, Op.71 (1900)                                          | 1957                 | Original para violonchelo y piano o orquesta |
| Alexander Glazunov                        | Rêverie en re bemol mayor, Op.24 (1890)                                   | 1957                 | Original para trompa y piano |
| Reinhold Glière                           | Nocturne                                                                  | 1946                 | |
| Reinhold Glière                           | Romance, Op.34                                                            | 1961                 | Original para piano |
| Mijaíl Glinka                             | Barcarolle                                                                | 1952                 | Original para piano |
| Mijaíl Glinka                             | Polka de los niños                                                        | 1952                 | Original para piano |
| Mijaíl Glinka                             | Mazurka                                                                   |                      | Original para piano |
| Mijaíl Glinka                             | Nocturne "La Séparation"                                                  | 1948                 | Original para piano |
| Mijaíl Glinka                             | Variaciones sobre el romance de Aleksandr Aliábiev "El ruiseñor"          | 1973                 | Original para piano |
| Mijaíl Glinka                             | Sonata para viola en re menor (1825–1828)                                 | 1949                 | Obra completada por Borisóvski |
| Christoph Willibald Gluck                 | Gavotte                                                                   | 1937                 | Procedente del ballet Don Juan (1761) |
| Alexander Goedicke                        | Sonata n.º 1 en la major, Op.10                                           | 1959                 | Original para violín y piano; la parte de viola también fue arreglada por Mijaíl Vladimiróvich Reytikh |
| Enrique Granados                          | Intermezzo                                                                | 1936                 | Obra original para piano |
| Edvard Grieg                              | Poéme (Erotik), Op.43 n.º 5                                               | 1950                 | El original procede de la obra Piezas líricas, Op.43 para piano |
| Aleksandr Griboyédov                      | Vals                                                                      | 1946                 | |
| Johann Wilhelm Hässler                    | Elegía                                                                    | 1936                 | |
| Joseph Haydn                              | Minueto                                                                   | 1950                 | |
| Kará Karáyev                              | Adagio (Danza china)                                                      | 1962                 | La obra original pertenece al ballet Siete bellezas (1952) |
| Kará Karáyev                              | Danza gitana                                                              |                      | La obra original pertenece al ballet Siete bellezas (1952) |
| Aram Jachaturián                          | Vals                                                                      | 1959                 | Procede de la música incidental de Masquerade (1941) |
| Iván Jandoshkin                           | Concierto en do mayor para viola y orquesta (1801)                        | 1947                 | reducción para piano y cadenzas, también de Borisóvski; Obra atribuida a Jandoshkin, aunque actualmente se piensa que es un engaño musical y el concierto fue compuesto en realidad por Mijaíl Goldstein. |
| Iván Jandoshkin                           | Variaciones sobre una canción de amor rusa                                | 1955                 | |
| Iván Fiódorovich Laskovski (1799–1855)    | Nocturno en si bemol mayor, Op.27                                         | 1973                 | |
| Franz Liszt                               | Notturno: Liebestraum n.º 3, S.541 (1850)                                 | 1966                 | Original para piano |
| Franz Liszt                               | Sonetto 104 di Petrarca, S.158 n.º 2 (1844–1845)                          | 1966                 | Original para piano |
| Franz Liszt                               | Sonetto 123 di Petrarca, S.158 n.º 3 (1844–1845)                          | 1966                 | Original para piano |
| Jean-Baptiste Lully                       | Arioso                                                                    | 1936                 | procedente de la ópera Atys (1676) |
| Jean-Baptiste Lully                       | Gavotte                                                                   | 1936                 | |
| Anatoli Liádov                            | Prelude, Op.11 n.º 1                                                      | 1950                 | El original procede de la obra 3 Morceaux, Op.11 (1886) para piano |
| Felix Mendelssohn                         | Canción sin palabras «Canción de primavera» , Op.62 n.º 6                 | 1958                 | Original para piano |
| Felix Mendelssohn                         | Canción sin palabras, Op.85 n.º 1                                         | 1958                 | Original para piano |
| Nikolái Miaskovski                        | Sonata n.º 2 en la menor, Op.81 (1948)                                    | 1960                 | Original para violonchelo y piano |
| Modest Músorgski                          | Jopak                                                                     | 1944                 | pieza perteneciente a La feria de Soróchinsk (1874–1880) |
| Vladímir Odóyevski                        | Vals                                                                      | 1946                 | |
| Serguéi Prokófiev                         | El gato                                                                   | 1962                 | procedente de Pedro y el lobo, Op.67 (1936) |
| Serguéi Prokófiev                         | La boda de Kizhé                                                          |                      | Procedente de El teniente Kijé, Op.60 (1934) |